# E-LIS
E-LIS, en anglès E-prints in library information science, és un repositori internacional, en accés obert, d'articles o documents científics o tècnics, publicats o inèdits de Biblioteconomia i Documentació i àrees relacionades, nascut el 2003.

## Origen
Es tracta del primer servidor electrònic internacional, en accés obert, en l'àrea temàtica específica de la biblioteconomia i la documentació, aparegut el 2003, fruit del treball voluntari de molts professionals procedents de diversos països. És el resultat d'una iniciativa plural, sense finalitats de lucre, en línia amb els moviments FOS (Free Online Sxcholarship) i E-Prints, resultat del projecte RCLIS (Research in Computing, Library and Information Science) i del DoIS (Documents in Information Science), impulsat pel Ministeri de Cultura d'Espanya i allotjat per l'Equip AEPIC, i mantingut als servidors de l'Italian Consorzio Interuniversitari Lombardo per Elaborazione Automatica (CILEA). Està dirigit per experts i editors de diferents països i amb les participacions procedents de 110 països.

## Equip editorial
E-LIS està recolzat per un equip d'editors seleccionats a nivell internacional sobre una base de treball voluntari. Els bibliotecaris de diversos països contribueixen en la redacció i les seves funcions principals són el manteniment, generant coneixement, en contacte amb els editors LIS, escrivint articles que fomenten la promoció del concepte d'accés obert. Entre els editors de E-LIS es troben editors de coordinació, editors regionals i editors per país.

## Característiques
E-LIS es basa en la filosofia i els principis de programari de codi obert, mitjançant el qual la gent de tot el món cooperen en la construcció de programari lliure amb llicència. El seu objectiu és promoure la filosofia d'accés obert al text complet, fent-lo visible, accessible i utilitzable per qualsevol usuari potencial amb accés a Internet i, també, millorar el coneixement de la construcció i la gestió d'arxius dins el marc de les biblioteques digitals obertes, per promoure els arxius oberts en diversos ambients disciplinaris i per crear un model vàlid i creïble en l'àmbit de la Biblioteconomia i Documentació, per a la construcció d'un arxiu mundial, que permeti establir una base per al treball comunitari entre els professionals de la tecnologia de la informació bibliotecaris, i per millorar el moviment d'accés obert. Està organitzat, administrat i mantingut per un equip internacional de bibliotecaris.
E-LIS utilitza el protocol de la Iniciativa d'arxiu obert, o Open Archives Initiative (OAI), i les eines que faciliten la interoperabilitat entre els serveis de repositori i és part de RCLIS (Research in Computing Library and Information Science). L'abril de 2009, E-LIS contenia ja més de 9.000 documents de text complet en 37 idiomes de més de 5600 autors de 90 països El 2014 l'abast cronològic de les publicacions anava fins a 1965.

## Distribució geogràfica
Pel que fa a la distribució geogràfica del contingut, cal destacar la cobertura internacional d'aquest servei. A finals del 2014, existeixen documents procedents de 110 països, incloent-hi vint països d'Àfrica, tots els d'Amèrica del Nord i Central, deu d'Amèrica del Sud i sis d'Àsia, trenta-set d'Europa i quatre d'Oceania. Malgrat tot, el nombre més gran de contribuents és d'Europa, seguida d'Amèrica del Nord, Amèrica del Sud, Àsia, Àfrica i Oceania. Rússia està inclosa com a part dels països europeus.